# Comuna Berezovîci, Volodîmîr-Volînskîi
Berezovîci (în ucraineană Березовичі) este o comună în raionul Volodîmîr-Volînskîi, regiunea Volînia, Ucraina, formată din satele Beheta, Berezovîci (reședința), Bobîci, Hvorostiv, Iakovîci și Mijlissea.

## Demografie
Componența lingvistică a satului Berezovîci
     Ucraineană (98,42%)
     Rusă (1,06%)
     Alte limbi (0,13%)
Conform recensământului din 2001, majoritatea populației satului Berezovîci era vorbitoare de ucraineană (98,42%), existând în minoritate și vorbitori de rusă (1,06%).